# Spaminta pavida
Spaminta pavida är en insektsart som först beskrevs av Gerstaecker 1885.  Spaminta pavida ingår i släktet Spaminta och familjen fångsländor. Inga underarter finns listade i Catalogue of Life.